# Lidija Georgijewna Koroljowa
Lidija Georgijewna Koroljowa (russisch Лидия Георгиевна Королёва; * 21. Februar 1917 in Moskau, Russisches Kaiserreich; † 10. Oktober 1999 ebenda) war eine sowjetische bzw. russische Theater- und Film-Schauspielerin sowie Synchronsprecherin.

## Leben
Koroljowa besuchte von 1936 bis 1937 die mathematische Fakultät der Lomonossow-Universität Moskau, wechselte aber im darauf folgenden Jahr an das Gerassimow-Institut für Kinematographie (ВГИК). Ausschlaggebend war ihre Faszination für das Schaffen Sergei Eisensteins. Obwohl ursprünglich im Bereich „Regie“ immatrikuliert, musste Koroljowa infolge des Krieges zur Schauspielfakultät wechseln, wo u. a. Boris Bibikow ihr Lehrer war.
Obwohl Koroljowa bereits 1942 in Юный Фриц (Juny Friz) ihr Filmdebüt gab, wurde sie erst 1956 für ihre Rolle in Убийство на улице Данте (Ubijstwo na ulize Dante) erstmals in den Filmcredits genannt. 1944 schloss sie ihre Ausbildung am ВГИК ab und trat zwei Jahre später dem Moskauer Staatlichen Theater der Filmschauspieler bei. Von 1951 bis 1954 wirkte sie ferner als Darstellerin einer sowjetischen Theatergruppe in Potsdam. 1959 begann ihr 30-jähriges Schaffen für das Gorki-Studio.
Koroljowas Filmografie umfasst 88 Werke, sie trat noch bis weit ins achte Lebensjahrzehnt hinein vor der Kamera auf. Ihre Engagements waren genreübergreifend, vom Historienfilm (Prolog) über die Komödie (Wanja erobert Neuland) bis zur Literaturverfilmung (Verschlossene Lippen nach Iwan Turgenew). Einem Publikum außerhalb der Sowjetunion war sie v. a. durch vier Märchenfilme von Alexander Rou präsent. Koroljowa war in ihren Filmen ausschließlich als Nebendarstellerin zu sehen.
Neben ihrem Wirken vor der Kamera war sie ferner als Synchronsprecherin aktiv, v. a. in Animationsfilmen, aber auch in den russischsprachigen Fassungen internationaler Werke wie Oliver Twist, Der Glöckner von Notre Dame und Mein Schwert für den König.
Lidija Koroljowa starb 82-jährig und wurde auf dem Friedhof Kalitniki, Abteilung 29, in Moskau beigesetzt.

## Filmografie (Auswahl)
- 1958: Prolog (Prolog)
- 1959: Wanja erobert Neuland (Iwan Browkin na zeline)
- 1959: Verschlossene Lippen (Mumu)
- 1962: Die Nacht vor Weihnachten (Wetschera na chutore blis Dikanki)
- 1963: Im Königreich der Zauberspiegel (Korolewstwo kriwych serkal)
- 1965: Von einem, der auszog, das Lügen zu lernen (Fantasery)
- 1968: Feuer, Wasser und Posaunen (Ogon, woda i… mednyje truby)
- 1969: Tschaikowski
- 1970: Die schöne Warwara (Warwara-Krassa, dlinnaja kossa)
- 1970: Das alte Haus (Stary dom)
- 1972: Geraubte Schätze (Dostojanije respubliki)
- 1973: Die Stiefmutter (Matschecha)